# 성명
성명(姓名)은 해당 사람의 공식적인 명칭을 말하며, 대부분의 문화권에서 이름은 성과 이름의 두 부분으로 구성된다. 자신이 가지고 있는 신분증, 여권 등의 문서에 사용된다.